# Le Buisson (Lozère)
Le Buisson is een gemeente in het Franse departement Lozère (regio Occitanie) en telt 210 inwoners (1999). De plaats maakt deel uit van het arrondissement Mende.

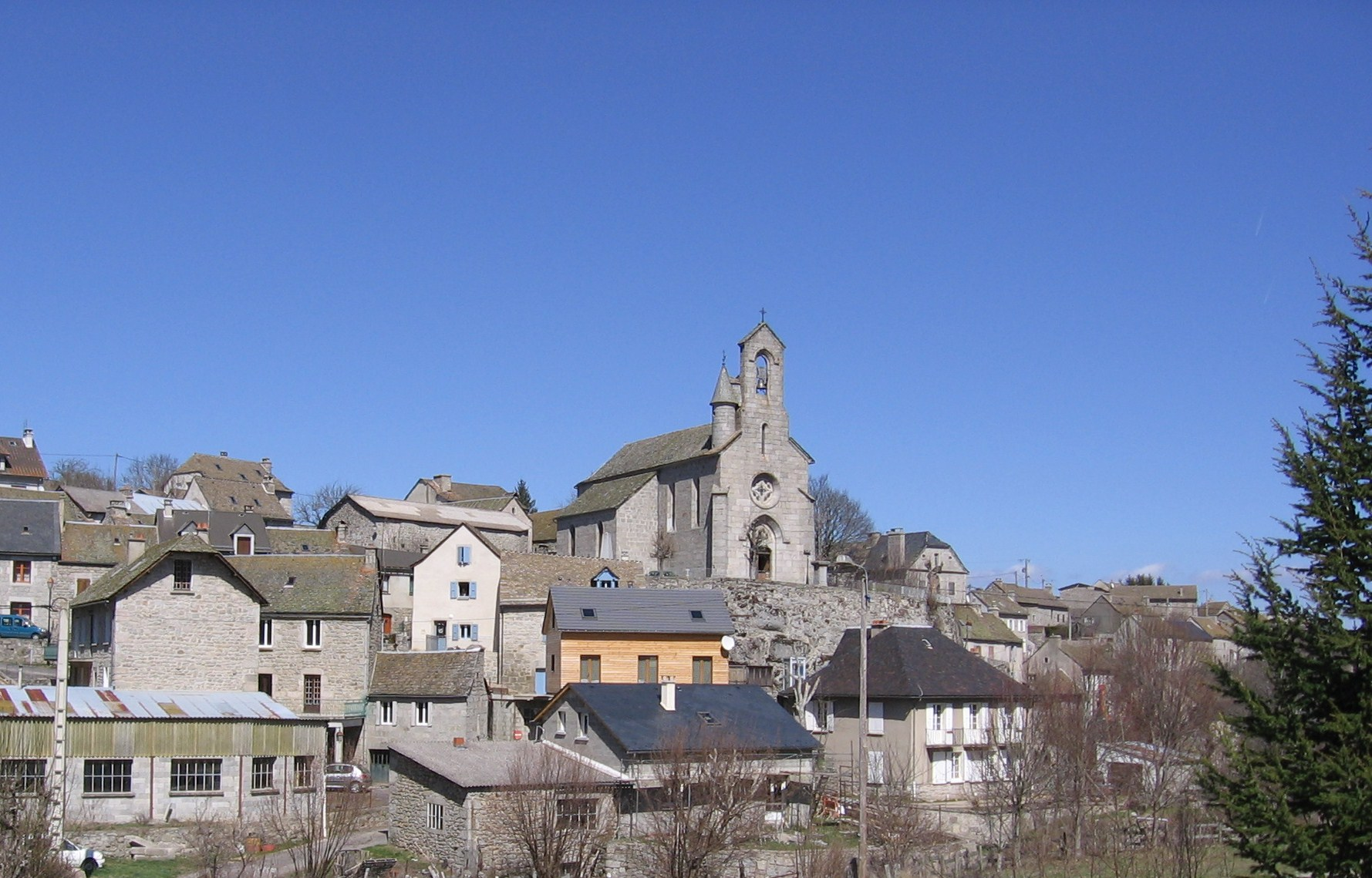
Le Buisson
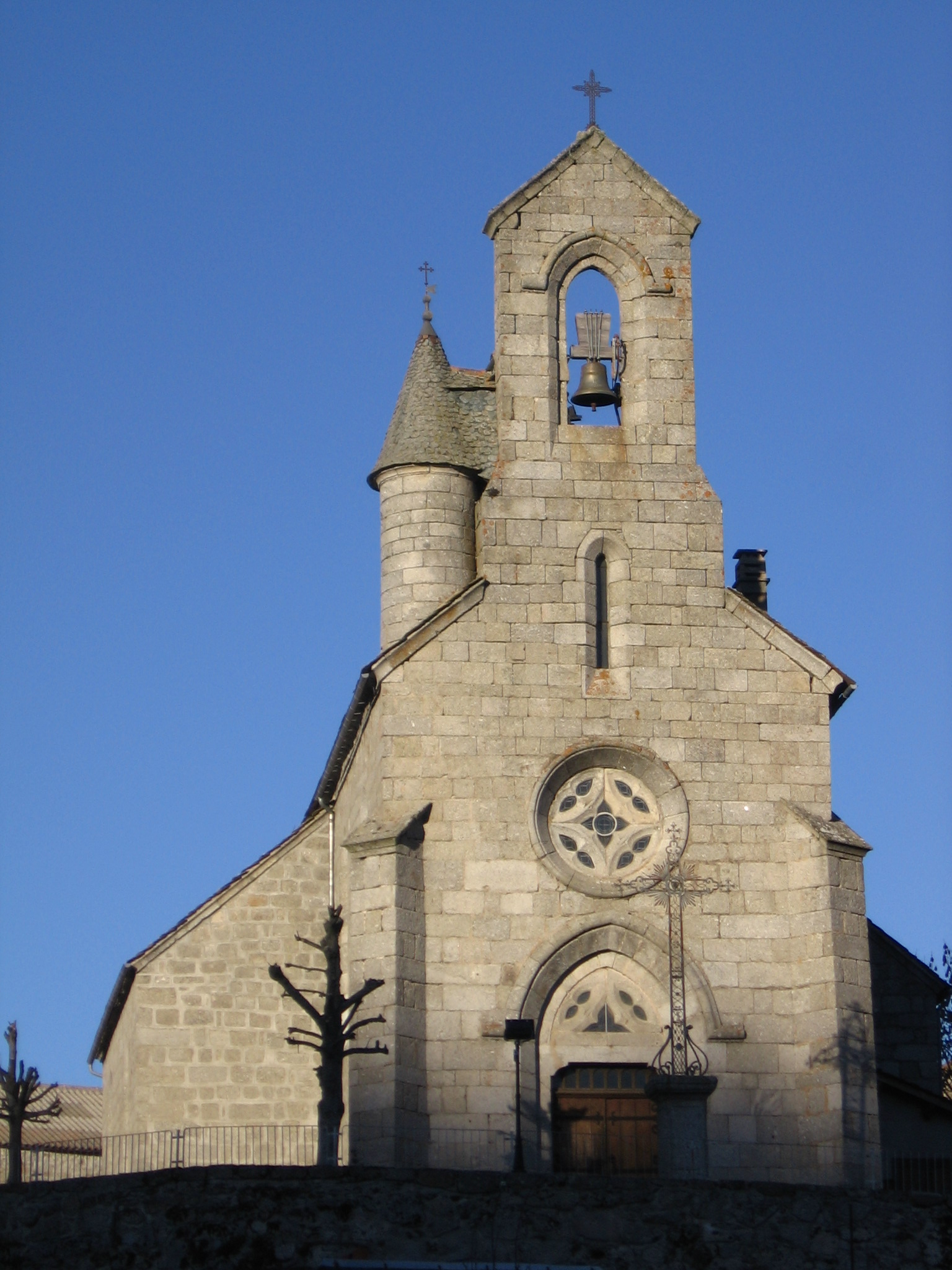
Kerk in Le Buisson

## Geografie
De gemeente ligt aan de oostkant van het plateau van de Aubrac (deel van het Centraal Massief). De autosnelweg A75 passeert de gemeente en bereikt in de gemeente zijn hoogste punt (1121 m) bij de Col des Issartets, wat deze tot de hoogste autosnelweg van Frankrijk maakt.
De oppervlakte van Le Buisson bedraagt 23,5 km², de bevolkingsdichtheid is 8,9 inwoners per km².
De onderstaande kaart toont de ligging van Le Buisson (Lozère) met de belangrijkste infrastructuur en aangrenzende gemeenten.

## Demografie
Onderstaande figuur toont het verloop van het inwonertal (bron: INSEE-tellingen).